# Тунель Варнов

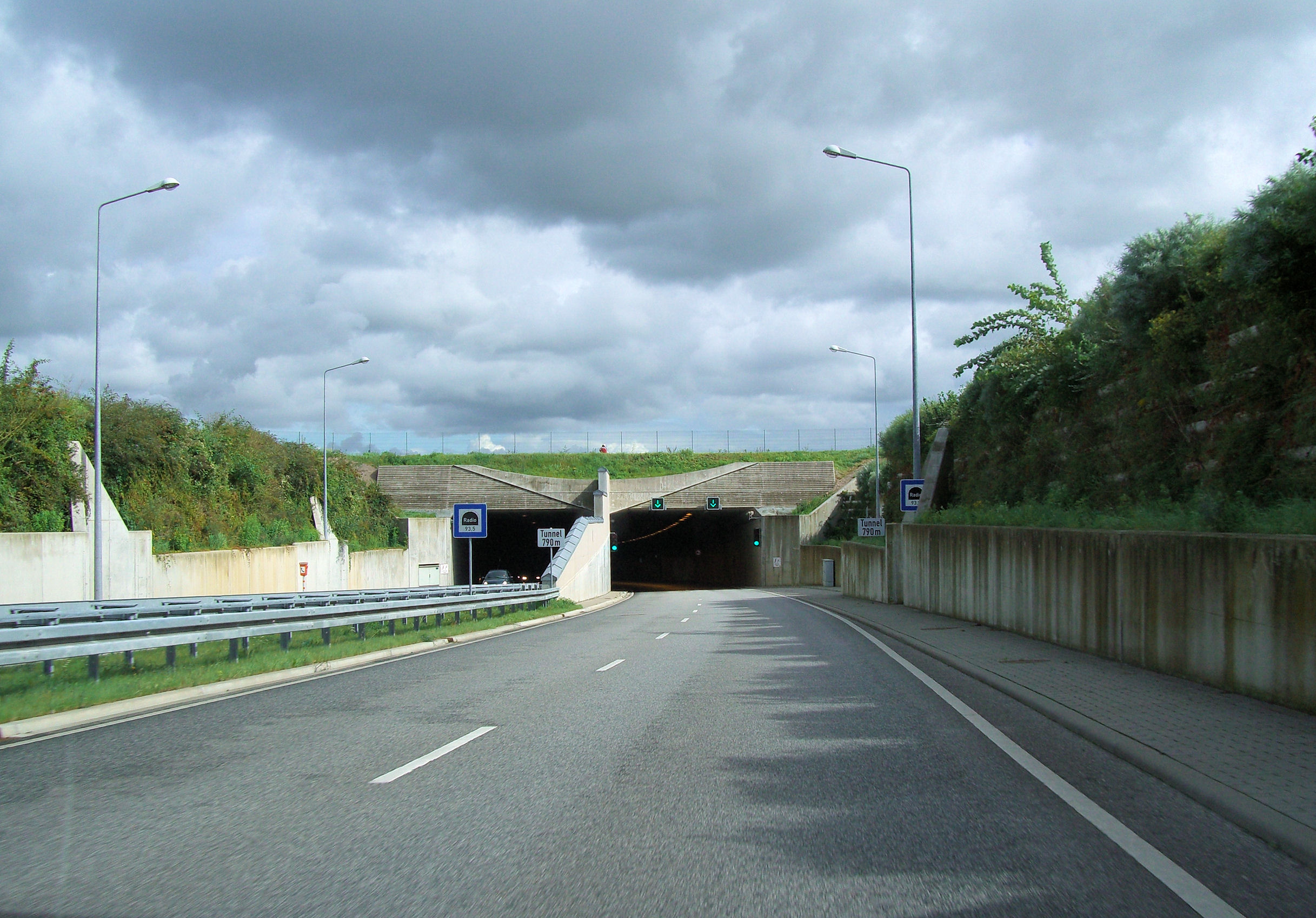
Тунель Варнов

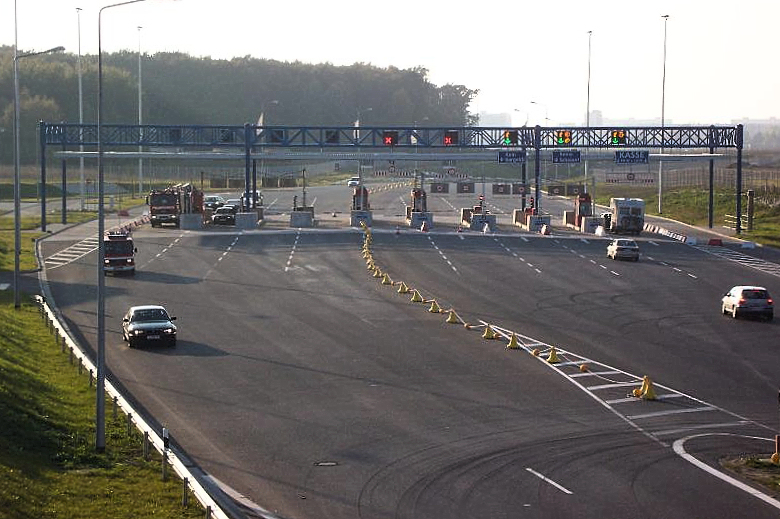
Пункт оплати

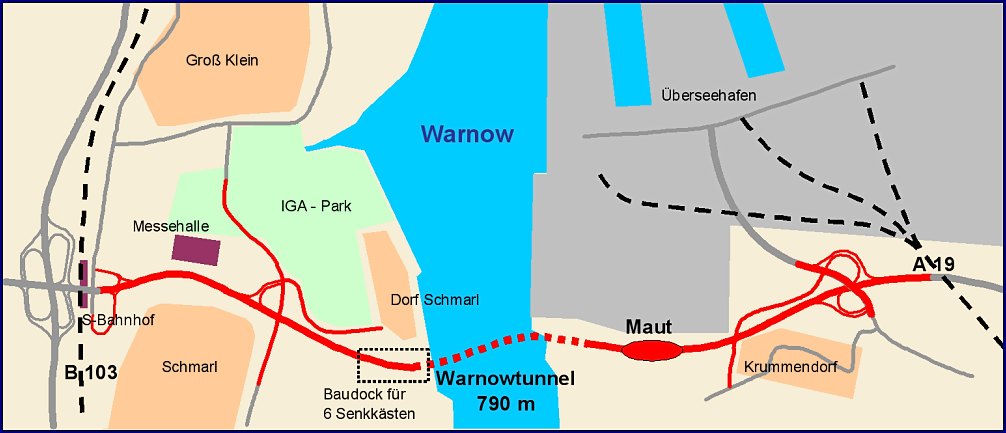
Місцезнаходження тунелю

Тунель Ва́рнов (нім. Warnowtunnel, Warnowquerung) — автомобільний тунель довжиною 790  м, що пов'язує східний та західний береги річки Варнов у північній частині міста Росток (Мекленбург — Передня Померанія, Німеччина). Має чотири смуги руху, по дві у кожному напрямку.
Після відкриття 12 вересня 2003 року, тунель Варнов став першою платною дорогою Німеччини. Знаходиться у приватній власності.
При будівництві була використана технологія занурювання готових секцій. Головна частина тунелю складається з 6 бетонних секцій, що були побудовані на березі та занурені у воду. Кожна з таких секцій має довжину 120 м.
Пункт оплати за користування тунелем знаходиться біля східного терміналу, тобто при русі зі сходу на захід оплата проводитися на в'їзді, у іншому напрямку - на виїзді з тунелю. Збір залежить від типу транспортного засобу. З травня по жовтень оплата вище, чим решту місяців. Пішоходам і велосипедистам заборонено користування тунелем.

## Фотографії

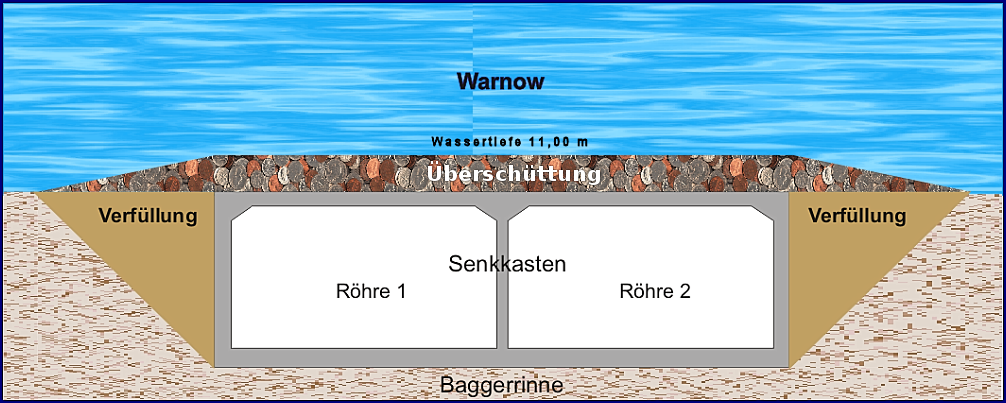
Схема
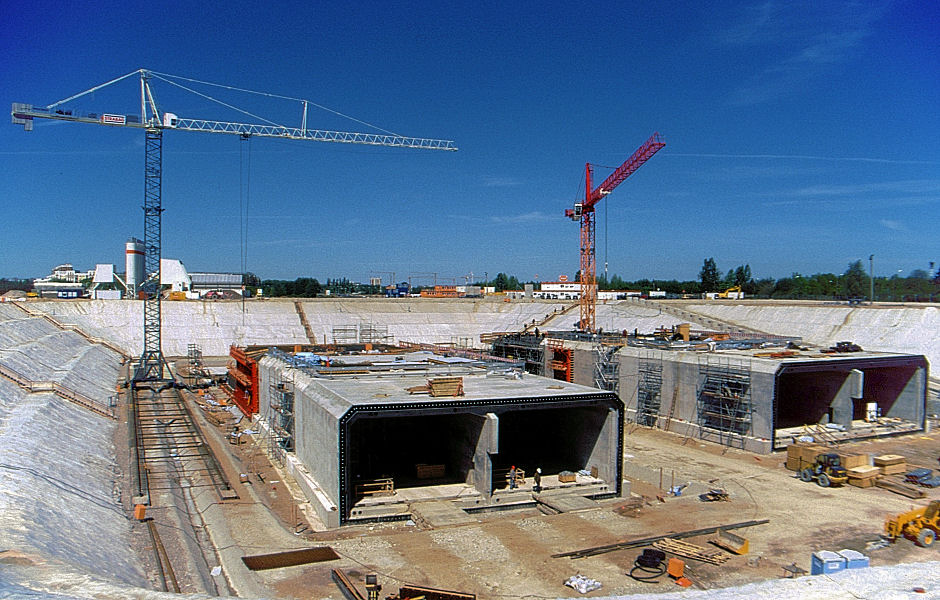
Будівництво тунелю
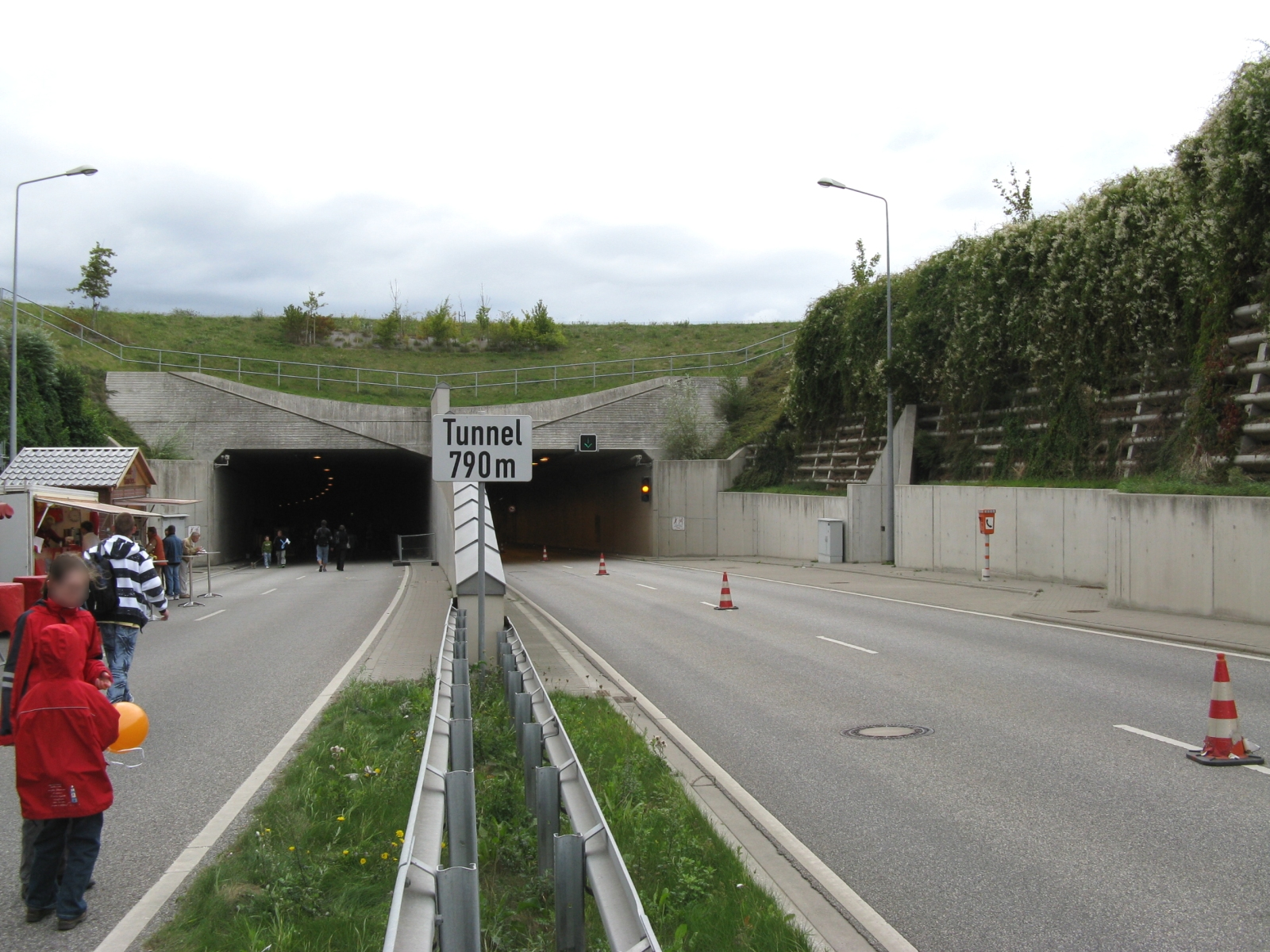
Тунель Варнов у день відкриття

54°08′06″ пн. ш. 12°05′37″ сх. д. / 54.13500° пн. ш. 12.09361° сх. д.